# 遺産争族
『遺産争族』（いさんそうぞく）は、2015年10月22日から同年12月17日まで毎週木曜日21:00 - 21:54に、テレビ朝日系の「木曜ドラマ」枠で放送された日本のテレビドラマ。向井理はテレビ朝日の連続ドラマは初主演となり、脚本は井上由美子が手掛けた。

## あらすじ
研修医・佐藤育生は、勤務する病院の内科で緊急呼び出しを受け、見舞いの果物や花が多数飾られた個室病棟に向かう。その病棟には、河村龍太郎と、それを見守る河村家一族がいた。
河村家は、代々、家業である葬儀会社「カワムラメモリアル」を営み、様々な近代的な葬儀のアイデアを企画すると、業界最大手に上り詰め、葬儀業界において、代表取締役である河村恒三は「死神」と恐れられるほどの経営手腕を発揮した。恒三は、葬儀の仕事帰りに病院に現れると「覚悟をした方がよさそうだな」とつぶやき、これを家族は「縁起でもない」と激怒。しかし実際には龍太郎が亡くなった後の遺産相続をどうすべきかという深い悩みを抱えていたのである。そんな中、家族らをあざ笑うかのごとく、龍太郎の容態は落ち着きを取り戻した。
そして、病室に龍太郎の孫娘で「カワムラメモリアル」の令嬢・楓が現れる。育生と楓は、病室でひそかに交際関係をスタートさせる…。
「結婚」「家族」「遺産相続」といった、いつの時代にもかかわってくる普遍的な家族問題と、現代世相の風刺を絡ませて描くホームドラマでもある。

## キャスト

### 主要人物
佐藤 育生（さとう いくお） → 河村 育生（かわむら いくお）〈31〉
演 - 向井理
楓の夫。内科の研修医。7歳の時に両親が離婚して以来、母親に育てられる。公団住宅で母親と2人暮らしをしていたが、楓との結婚を機に婿入りし、河村家に引っ越す。
河村 楓（かわむら かえで）〈29〉
演 - 榮倉奈々
乗馬クラブのインストラクター。育生の妻で恒三の娘。23歳の時に一度結婚したが、数か月で離婚して出戻ったバツイチ。

### 河村家
河村 龍太郎（かわむら りゅうたろう）〈80〉
演 - 伊東四朗
楓の祖父。カワムラメモリアル（旧・河村商会）の創業者・会長。
河村 恒三（かわむら こうぞう）〈63〉
演 - 岸部一徳
陽子の夫。カワムラメモリアル代表取締役社長。業界からは「死神」と呼ばれて恐れられる。カワムラメモリアルに入社後、陽子と結婚し婿入りしている。
河村 陽子（かわむら ようこ）〈58〉
演 - 余貴美子
恒三の妻、龍太郎の長女。恒三に献身的に寄り添う「良き妻」であるが、凛子や月子、楓からは家政婦のようだと皮肉られている。
河村 凛子（かわむら りんこ）〈46〉
演 - 板谷由夏
龍太郎の三女。自称写真家でカメラマンの仕事として龍太郎の援助により日本とロサンゼルスを行き来する生活を送っているが実態は不明。独身。
矢幡 月子（やはた つきこ）〈55〉
演 - 室井滋
龍太郎の次女。カワムラメモリアル常務取締役。夫に先立たれており、それを不憫に思った龍太郎に、息子の正春とともにカワムラメモリアルの役員のポジションを与えられたが、遅刻が常習的である。
矢幡 正春（やはた まさはる）〈34〉
演 - 鈴木浩介
月子の息子。カワムラメモリアル執行役員・広報担当。月子に甘やかされている。

### 佐藤家
佐藤 華子（さとう はなこ）〈56〉
演 - 岸本加世子
育生の母。生命保険の外交員。育生が7歳の時に夫・肇と離婚し、1人で育生を育て上げた。
佐藤 肇（さとう はじめ）
演 - 光石研
育生の父。華子との離婚以来消息を絶っていたが、育夫の結婚式に姿を現し祝儀袋を置いて去っていった。

### その他
吉沢 貴志（よしざわ たかし）〈54〉
演 - 渡辺いっけい
カワムラメモリアル執行役員。同社に創立以来勤務している。
田川 寿（たがわ ひさし）
演 - 大高洋夫
渡辺 達哉（わたなべ たつや）
演 - 中林大樹
育生の友人。
渡辺 美香（わたなべ みか）
演 - 朝倉あき
達哉の妹。
南 リエ（みなみ りえ）〈25〉
演 - 堀田茜
カワムラメモリアル社長秘書。
大野 壮太（おおの そうた）（第2話 - ）
演 - 庄野崎謙
医者で育生の同僚。
御浜 高次（おみはま こうじ）（第2話 - ）
演 - 寿大聡
医者で育生の同僚。
太田 順子（おおた じゅんこ）
演 - 増子倭文江
華子の同僚。
木村 誠也（きむら せいや）（第2話 - ）
演 - 渡辺大
乗馬クラブのインストラクター。楓の前夫。
亀山 まるみ（かめやま まるみ）〈43〉
演 - 堀内敬子
恒三の行きつけの銀座のクラブ「おりひめ」のママ。
金沢 利子（かなざわ としこ）〈35〉
演 - 真飛聖
龍太郎の遺言書作成を担当する弁護士で遺産相続に関して唯一、龍太郎の本心を知る人物でもある。

### ゲスト
第2話
三田 晃子
演 - 池田道枝
第3話
北山 二美
演 - 赤間麻里子
第4･7話
新開 高行
演 - おかやまはじめ
第8話
相川 裕也
演 - 西村元貴

## スタッフ
- 脚本 - 井上由美子
- ナレーション ‐ 高畑淳子
- 音楽 - 沢田完
- 撮影 - 五木田智
- 演出 - 松田秀知、常廣丈太
- 主題歌 - いきものがかり「ラブとピース!」（Epic Records Japan）[4]
- ゼネラルプロデューサー - 内山聖子
- プロデューサー - 服部宣之、峰島あゆみ、池田禎子（ザ・ワークス）、霜田一寿（ザ・ワークス）
- 制作協力 - ザ・ワークス
- 制作著作 - テレビ朝日

## 放送日程
| 各話                                                          | 放送日   | サブタイトル                                                    | 演出     | 視聴率 |
| ------------------------------------------------------------- | -------- | --------------------------------------------------------------- | -------- | ------ |
| 第1話                                                         | 10月22日 | カネは家族を変える入りムコvs強欲一家!! 10億巡る骨肉の争い       | 松田秀知 | 14.2%  |
| 第2話                                                         | 10月29日 | 金は一円もいりません！…無欲なムコの正体                         | 常廣丈太 | 10.5%  |
| 第3話                                                         | 11月05日 | ムコいびり逆襲…実家に帰らせて頂きます!!                         | 常廣丈太 | 10.5%  |
| 第4話                                                         | 11月12日 | 家族が壊れていく…嫁VS姑戦争勃発!! 遺産10億円の行方は…!?         | 松田秀知 | 10.1%  |
| 第5話                                                         | 11月19日 | 10億残しておじいちゃん死す!? ついに明かされる衝撃遺言！         | 常廣丈太 | 09.3%  |
| 第6話                                                         | 11月26日 | 目的は金？生き別れの父親現る！婿いびりも頂点に…ついに婿が動く！ | 松田秀知 | 09.9%  |
| 第7話                                                         | 12月03日 | ムコ大逆転！遺言状のトリック!?                                  | 松田秀知 | 10.6%  |
| 第8話                                                         | 12月10日 | 最終決戦！ムコ、争族の頂点へ                                    | 常廣丈太 | 09.2%  |
| 最終話                                                        | 12月17日 | 欲の果て家とカネが燃える…!? 10億争い衝撃の結末                  | 松田秀知 | 11.7%  |
| 平均視聴率10.7%（視聴率はビデオリサーチ調べ、関東地区・世帯） |          |                                                                 |          |        |